# Dasylirion graminifolium
Dasylirion graminifolium är en sparrisväxtart som först beskrevs av Joseph Gerhard Zuccarini, och fick sitt nu gällande namn av Joseph Gerhard Zuccarini. Dasylirion graminifolium ingår i släktet Dasylirion, och familjen sparrisväxter. Inga underarter finns listade i Catalogue of Life.

## Bildgalleri

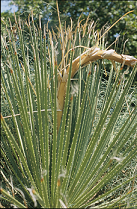
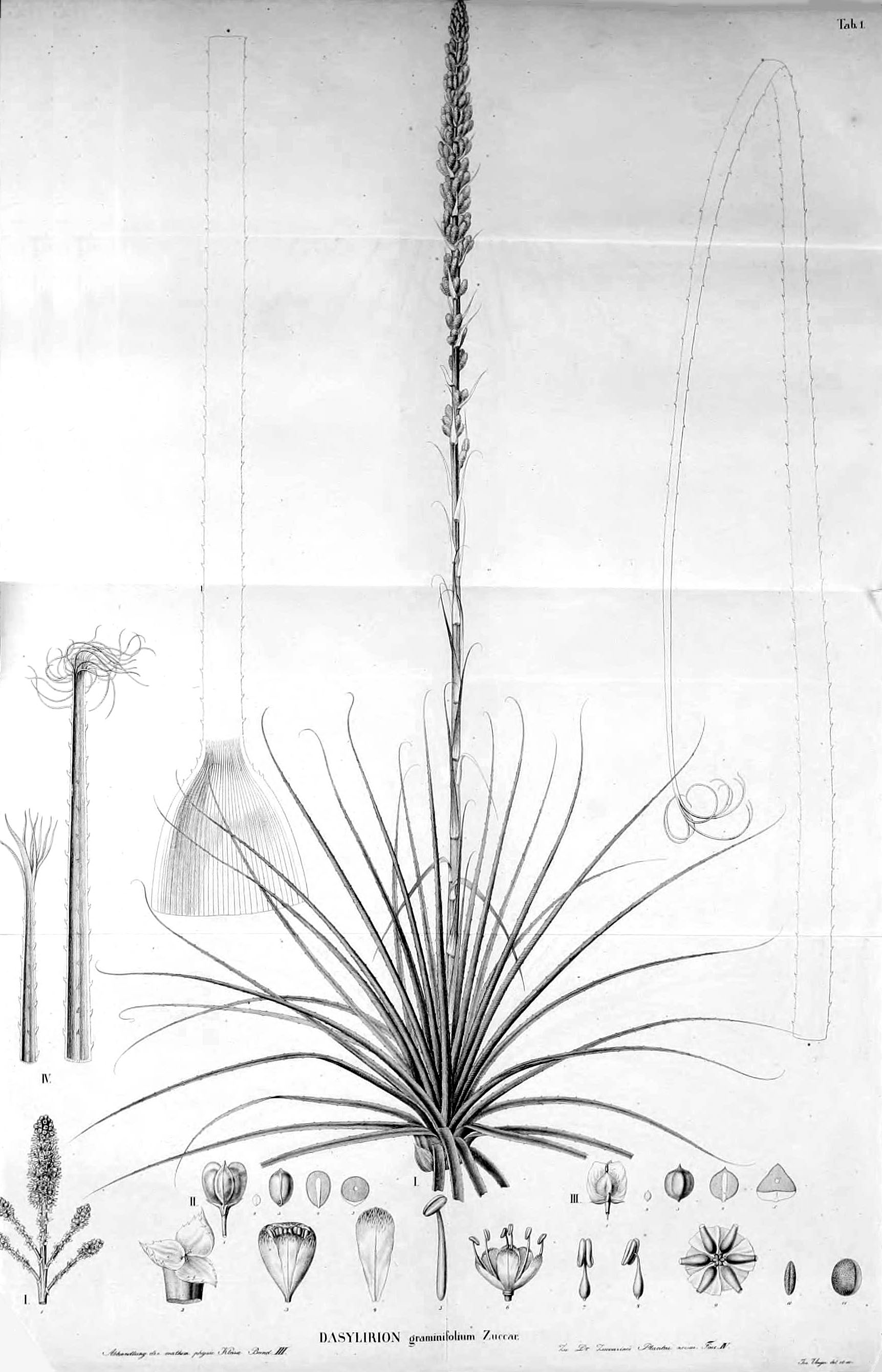